# Opium fürs Volk
Opium fürs Volk ('Opio para el pueblo' en alemán) es el séptimo álbum de estudio de la banda alemana de punk rock Die Toten Hosen. El título del álbum alude a una afirmación formulada por Karl Marx, quien escribió que «La religión es [...] el opio del pueblo». El álbum, que como casi todas las grabaciones previas de la banda fue producido por Jon Caffery, se lanzó el 26 de enero de 1996. Es el primero editado por el sello discográfico propiedad de la banda, JKP. Aunque no es estrictamente un álbum conceptual, gran parte de sus canciones están en buena medida relacionadas con temas como la moral, la religión o la muerte. A menudo es considerado uno de los mejores álbumes de Die Toten Hosen.
El mismo año de su salida recibió un disco de oro y otro de platino en Alemania, mientras que en Austria y Suiza obtuvo la certificación de disco de oro. De Opium fürs Volk se extrajeron cuatro sencillos: Nichts bleibt für die Ewigkeit, Paradies, Bonnie & Clyde y Zehn kleine Jägermeister. Esta última es probablemente la canción más conocida del grupo. Fue número uno en las listas de singles de Alemania, Austria y Suiza, y con ella los Toten Hosen consiguieron por primera vez en su carrera un disco de oro con un sencillo. El videoclip de la canción fue galardonado en 1997 con el premio Comet, así como con el ECHO en la categoría de "mejor vídeo nacional".
Fue remasterizado y relanzado con tres temas adicionales en 2007.

## Lista de canciones
1. Vaterunser ("Padre nuestro") − 1:10
2. Mensch ("Persona") (von Holst/Frege) − 4:08
3. Die Fliege ('"La mosca") (Frege/Frege) − 1:54
4. Die zehn Gebote ("Los Diez Mandamientos") (Rohde/Frege) − 4:04
5. Böser Wolf ("Lobo feroz") (von Holst/Frege) − 4:02
6. Nichts bleibt für die Ewigkeit ("Nada queda para la eternidad") (von Holst, Frege/Müller, von Holst, Frege) − 4:10
7. Ewig währt am längsten (Dub) ("Eternamente dura más tiempo"[n. 1]) (Meurer/Müller, von Holst, Frege) − 2:54
8. Und so weiter ("Y así sucesivamente") (Rohde/Frege, Müller) − 1:40
9. Bonnie & Clyde (Breitkopf/Frege) − 3:30
10. Der Froschkönig ("El príncipe rana") (Breitkopf/Frege) − 3:47
11. XTC ("Éxtasis") (Meurer/Frege) − 4:16
12. Lügen ("Mentiras") (von Holst/Frege) − 4:12
13. Paradies ("Paraíso") (Frege/Frege) − 4:08
14. Und wir leben ("Y vivimos") (Meurer/Frege) − 3:50
15. Er denkt, sie denkt ("Él piensa, ella piensa") (Frege/Frege) − 4:34
16. Seelentherapie ("Terapia del alma") (Breitkopf/Frege) − 5:13
17. Viva la Revolution (Breitkopf/Frege) − 4:46
18. Zehn kleine Jägermeister ("Diez pequeños Jägermeister") (Rohde/Müller, Frege) − 4:45

1. ↑  El título es un juego de palabras con el refrán ehrlich währt am längsten (literalmente "con honestidad dura más tiempo"), equivalente del español "con la verdad se llega a todas partes".

### Canciones adicionales en la edición remasterizada de 2007
1. Fliegen ("Volar") (Frege/Frege) – 4:28 (del sencillo "Pushed Again")
2. Prominentenpsychose ("Psicosis de famosos") (Frege/Frege) – 3:14 (de "Nichts bleibt für die Ewigkeit")
3. Herzglück harte Welle[n. 1] (Rohde/Frege) – 1:57 (de "Bonnie & Clyde")

1. ↑  Traducible de forma no literal como "época/racha difícil para la felicidad del corazón".

## Recepción
| Alemania | Media Control Charts | 1 (12 de febrero de 1996, 55 semanas) |
| Austria  | Ö3 Austria Top 40    | 3 (11 de febrero de 1996, 20 semanas) |
| Suiza    | Swiss Music Charts   | 2 (11 de febrero de 1996, 17 semanas) |

En la primera semana del lanzamiento, el álbum alcanzó el primer lugar en las listas de ventas en Alemania, y el segundo lugar en Austria y Suiza. En 1996 recibió un disco de oro y uno de platino en Alemania, uno de oro en Suiza y otro en Austria. En 2001, alcanzó en Alemania tres discos de oro y dos de platino.

### Tabla de posiciones de los sencillos
| Alemania | Media Control Charts | 24 (25 de diciembre de 1995, 13 semanas) |
| Austria  | Ö3 Austria Top 40    | 27 (5 de febrero de 1996, 5 semanas)     |
| Suiza    | Swiss Music Charts   | 22 (14 de enero de 1996, 8 semanas)      |

| Alemania | Media Control Charts | 45 (1 de abril de 1996, 10 semanas) |

| Alemania | Media Control Charts | 33 (24 de junio de 1996, 16 semanas) |

| Alemania | Media Control Charts | 1 (23 de septiembre de 1995, 23 semanas) |
| Austria  | Ö3 Austria Top 40    | 1 (20 de octubre de 1996, 14 semanas)    |
| Suiza    | Swiss Music Charts   | 1 (13 de octubre de 1996, 19 semanas)    |